# Edpnet
Edpnet Belgium est une société belge et l'un des fournisseurs d'accès à Internet en Belgique.
L'entreprise se présente comme une "alternative futée aux géants télécoms en Belgique".

## Offres
La société offre des abonnements mobiles, de l'internet fixe (VDSL et Fibre) ainsi que de la téléphonie fixe aux particuliers.
Elle propose aussi différentes solutions aux entreprises, de l'internet fixe (VDSL et FIbre) avec back-up 4G en cas de panne,. L'entreprise propose aussi 3 offres pour la téléphonie : Téléphonie Fixe, Téléphonie par Internet et Téléphonie qui utilise le protocole SIP Trunk, ce qui permet de connecter un central téléphonique à Internet tout en gardant les numéros actuels.

## Rachat par le groupe Citymesh
Le 31 octobre 2022, le tribunal de Dendermonde accorde à edpnet un sursis contre ses créanciers afin de lui permettre une réorganisation judiciaire.
Le 21 mars 2023, le fonds de commerce de la société edpnet est racheté par Proximus Newco pour 20,5 millions d'euros. La société Proximus Newco est ensuite renommée EDPnet Belgium.
Le 22 mars 2023, l'Autorité Belge de la Concurrence (ABC) ouvre une instruction concernant un possible abus de position dominante de Proximus dans le cadre de la reprise d'edpnet, en application de la jurisprudence Towercast.
Le 3 novembre 2023, Citymesh reprend Edpnet, elle conduit aussi à la clôture de l'enquête en cours. Le recours introduit par la société contre la cession d'Edpnet à Proximus dans le cadre de la procédure de réorganisation judiciaire en cours prendra également fin.